# Commercial Union Assurance Grand Prix 1973
Il Commercial Union Assurance Grand Prix 1973 fu una serie di tornei maschili di tennis, composta dai quattro tornei del Grande Slam e tutti gli altri tornei del Grand Prix. Non erano invece inclusi i tornei del circuito WCT. Iniziò il 26 dicembre 1972 con l'Australian Open e si concluse il 15 dicembre con la finale del Masters.

## Calendario
Legenda
| Group AA                                  |
| Group A                                   |
| Group B                                   |
| Group C                                   |
| Torneo indipendente riconosciuto dall'ATP |
| Grand Prix Masters                        |
| Eventi a squadre                          |

### Dicembre 1972
| Settimana        | Torneo                                                                                 | Vincitore                                    | Finalista                | Semifinalisti              | Eliminati ai quarti                                         |
| ---------------- | -------------------------------------------------------------------------------------- | -------------------------------------------- | ------------------------ | -------------------------- | ----------------------------------------------------------- |
| 26 dicembre 1972 | Australian Open 1973 Melbourne, Australia 27 450 $ – Erba – 56S/32D Singolare - Doppio | John Newcombe 6–3, 6–7, 7–5, 6–1             | Onny Parun               | Karl Meiler Patrick Proisy | Wanaro N'Godrella Alex Metreveli John Cooper Bob Carmichael |
| 26 dicembre 1972 | Australian Open 1973 Melbourne, Australia 27 450 $ – Erba – 56S/32D Singolare - Doppio | Malcolm Anderson John Newcombe 6-3, 6-4, 7-6 | John Alexander Phil Dent | Karl Meiler Patrick Proisy | Wanaro N'Godrella Alex Metreveli John Cooper Bob Carmichael |

### Gennaio
| Settimana  | Torneo                                                                                      | Vincitore                                  | Finalista                   | Semifinalisti                    | Eliminati ai quarti                                          |
| ---------- | ------------------------------------------------------------------------------------------- | ------------------------------------------ | --------------------------- | -------------------------------- | ------------------------------------------------------------ |
| 1º gennaio | Baltimore Open 1973 Baltimora, Stati Uniti 15 000 $ - Sintetico indoor Singolare - Doppio   | Jimmy Connors 6-4, 7-5                     | Sandy Mayer                 | Dick Stockton Clark Graebner     | Herb Fitzgibbon Ian Crookenden Pat Cramer Paul Gerken        |
| 1º gennaio | Baltimore Open 1973 Baltimora, Stati Uniti 15 000 $ - Sintetico indoor Singolare - Doppio   | Clark Graebner Jimmy Connors 3-6, 6-2, 6-3 | Paul Gerken Sandy Mayer     | Dick Stockton Clark Graebner     | Herb Fitzgibbon Ian Crookenden Pat Cramer Paul Gerken        |
| 15 gennaio | ATP Birmingham 1973 Birmingham, Stati Uniti 15 000 $ - Sintetico indoor Singolare - Doppio  | Sandy Mayer 6–4, 7–6                       | Charles Owens               | Jürgen Fassbender Clark Graebner | Mike Belkin Pat Cramer Pat Du Pré John Cooper                |
| 15 gennaio | ATP Birmingham 1973 Birmingham, Stati Uniti 15 000 $ - Sintetico indoor Singolare - Doppio  | Pat Cramer Jürgen Fassbender 6–4, 7–5      | Clark Graebner Ion Țiriac   | Jürgen Fassbender Clark Graebner | Mike Belkin Pat Cramer Pat Du Pré John Cooper                |
| 15 gennaio | Roanoke International Tennis 1973 Roanoke, Stati Uniti Cemento Singolare - Doppio           | Jimmy Connors 6-2, 6-3                     | Ian Fletcher                | Tito Vázquez John Paish          | Jaime Pinto-Bravo Butch Seewagen Ian Crookenden Juan Gisbert |
| 15 gennaio | Roanoke International Tennis 1973 Roanoke, Stati Uniti Cemento Singolare - Doppio           | Juan Gisbert Jimmy Connors 6-0, 7-6        | Ian Fletcher Butch Seewagen | Tito Vázquez John Paish          | Jaime Pinto-Bravo Butch Seewagen Ian Crookenden Juan Gisbert |
| 22 gennaio | Omaha Open 1973 Omaha, Stati Uniti Sintetico indoor Singolare - Doppio                      | Ilie Năstase 5-0 ritiro                    | Jimmy Connors               | Juan Gisbert Jürgen Fassbender   | Pat Cramer Paul Gerken Sandy Mayer Ion Țiriac                |
| 22 gennaio | Omaha Open 1973 Omaha, Stati Uniti Sintetico indoor Singolare - Doppio                      | Mike Estep William Brown Walkover          | Jimmy Connors Juan Gisbert  | Juan Gisbert Jürgen Fassbender   | Pat Cramer Paul Gerken Sandy Mayer Ion Țiriac                |
| 29 gennaio | Des Moines Open 1973 Des Moines, Stati Uniti 15 000 $ - Sintetico indoor Singolare - Doppio | Clark Graebner 7-5, 4-6, 6-4               | Nicholas Kalogeropoulos     | Karl Meiler Juan Gisbert         | Pat Cramer Szabolcz Baranyi Jaime Pinto-Bravo Ian Fletcher   |
| 29 gennaio | Des Moines Open 1973 Des Moines, Stati Uniti 15 000 $ - Sintetico indoor Singolare - Doppio | Jan Kukal Jiří Hřebec 4-6, 7-6, 6-1        | Juan Gisbert Ion Țiriac     | Karl Meiler Juan Gisbert         | Pat Cramer Szabolcz Baranyi Jaime Pinto-Bravo Ian Fletcher   |

### Febbraio
| Settimana   | Torneo | Vincitore                                  | Finalista                      | Semifinalisti                   | Eliminati ai quarti                                               |
| ----------- | --- | ------------------------------------------ | ------------------------------ | ------------------------------- | ----------------------------------------------------------------- |
| 5 febbraio  | Salt Lake City Open 1973 Salt Lake City, Stati Uniti 17 000 $ - Sintetico indoor Singolare - Doppio                   | Jimmy Connors 6-1, 6-2                     | Paul Gerken                    | Ilie Năstase Szabolcz Baranyi   | Mike Estep Jürgen Fassbender Juan Gisbert Jiří Hřebec             |
| 5 febbraio  | Salt Lake City Open 1973 Salt Lake City, Stati Uniti 17 000 $ - Sintetico indoor Singolare - Doppio                   | Raúl Ramírez Mike Estep 6-4, 7-6           | Jiří Hřebec Jan Kukal          | Ilie Năstase Szabolcz Baranyi   | Mike Estep Jürgen Fassbender Juan Gisbert Jiří Hřebec             |
| 12 febbraio | Calgary Indoor 1973 Calgary, Calgary 20 000 $ - Sintetico indoor Singolare - Doppio                                   | Ilie Năstase 6-4, 7-6                      | Paul Gerken                    | Ion Țiriac Juan Gisbert         | Nicholas Kalogeropoulos Jürgen Fassbender Pat Cramer Karl Meiler  |
| 12 febbraio | Calgary Indoor 1973 Calgary, Calgary 20 000 $ - Sintetico indoor Singolare - Doppio                                   | Ilie Năstase Mike Estep 6-7, 7-5, 6-3      | Szbolcz Baranyi Péter Szőke    | Ion Țiriac Juan Gisbert         | Nicholas Kalogeropoulos Jürgen Fassbender Pat Cramer Karl Meiler  |
| 19 febbraio | U.S. Indoor National Championships 1973 Salisbury, Stati Uniti 50 000 $ - Cemento indoor - 42S/24D Singolare - Doppio | Jimmy Connors 6-2, 4-6, 7-6(0) 7–6(2), 6-3 | Karl Meiler                    | Frank Froehling Brian Gottfried | Juan Gisbert Jeff Austin Sandy Mayer Ilie Năstase                 |
| 19 febbraio | U.S. Indoor National Championships 1973 Salisbury, Stati Uniti 50 000 $ - Cemento indoor - 42S/24D Singolare - Doppio | Ilie Năstase Clark Graebner 2-6, 6-4, 6-3  | Jürgen Fassbender Juan Gisbert | Frank Froehling Brian Gottfried | Juan Gisbert Jeff Austin Sandy Mayer Ilie Năstase                 |
| 26 febbraio | Hampton Open 1973 Hampton, Stati Uniti 35 000 $ - Cemento indoor Singolare - Doppio                                   | Jimmy Connors 4-6, 6-3, 7-5, 6-3           | Ilie Năstase                   | Mike Estep Paul Gerken          | Sherwood Stewart Brian Gottfried Clark Graebner Jürgen Fassbender |
| 26 febbraio | Hampton Open 1973 Hampton, Stati Uniti 35 000 $ - Cemento indoor Singolare - Doppio                                   | Ilie Năstase Clark Graebner 6-2, 6-1       | Jimmy Connors Ion Țiriac       | Mike Estep Paul Gerken          | Sherwood Stewart Brian Gottfried Clark Graebner Jürgen Fassbender |

### Marzo
| Settimana | Torneo                                                                                             | Vincitore                            | Finalista                        | Semifinalisti                 | Eliminati ai quarti                                               |
| --------- | -------------------------------------------------------------------------------------------------- | ------------------------------------ | -------------------------------- | ----------------------------- | ----------------------------------------------------------------- |
| 5 marzo   | Paramus Indoor 1973 Paramus, Stati Uniti 17 000 $ - Sintetico indoor Singolare                     | Jimmy Connors 6-1, 6-2               | Clark Graebner                   | Ilie Năstase Juan Gisbert     | Steve Siegel Ion Țiriac Vitas Gerulaitis Sandy Mayer              |
| 19 marzo  | Tennis South Invitational 1973 Jackson, Stati Uniti 12 500 $ - Sintetico indoor Singolare - Doppio | Eddie Dibbs 4-6, 6-3, 7-5, 6-3       | Frew McMillan                    | Grover Reid Sherwood Stewart  | Clark Graebner Jaime Pinto-Bravo Zan Guerry Charles Owens         |
| 19 marzo  | Tennis South Invitational 1973 Jackson, Stati Uniti 12 500 $ - Sintetico indoor Singolare - Doppio | Frew McMillan Zan Guerry 6-2, 6-4    | Jaime Pinto-Bravo Tito Vázquez   | Grover Reid Sherwood Stewart  | Clark Graebner Jaime Pinto-Bravo Zan Guerry Charles Owens         |
| 19 marzo  | Equity Tournament 1973 Washington, USA 30 000 $ - Sintetico indoor Singolare                       | Ilie Năstase 4-6 6-2 7-5 6-2         | Jimmy Connors                    | Jürgen Fassbender Karl Meiler | Ian Fletcher Paul Gerken Billy Martin Nicholas Kalogeropoulos     |
| 26 marzo  | Trofeo Lois 1973 Valencia, Spagna 20 000 $ - Terra rossa Singolare - Doppio                        | Manuel Orantes 6-4, 6-4, 6-3         | Adriano Panatta                  | Patrick Proisy Antonio Muñoz  | Jiří Hřebec Harald Elschenbroich Bernard Mignot François Jauffret |
| 26 marzo  | Trofeo Lois 1973 Valencia, Spagna 20 000 $ - Terra rossa Singolare - Doppio                        | Ion Țiriac Mike Estep 6-4, 1-6, 10-8 | Patrick Hombergen Bernard Mignot | Patrick Proisy Antonio Muñoz  | Jiří Hřebec Harald Elschenbroich Bernard Mignot François Jauffret |

### Aprile
| Settimana | Torneo                                                                              | Vincitore                                 | Finalista                    | Semifinalisti                     | Eliminati ai quarti                                                |
| --------- | ----------------------------------------------------------------------------------- | ----------------------------------------- | ---------------------------- | --------------------------------- | ------------------------------------------------------------------ |
| 2 aprile  | ATP Barcellona 1973 Barcellona, Spagna 20 000 $ - Terra rossa Singolare - Doppio    | Ilie Năstase 6-1, 3-6, 6-1, 6-2           | Adriano Panatta              | Manuel Orantes François Jauffret  | Harald Elschenbroich Patrick Hombergen Patrick Proisy Jiří Hřebec  |
| 2 aprile  | ATP Barcellona 1973 Barcellona, Spagna 20 000 $ - Terra rossa Singolare - Doppio    | Manuel Orantes Juan Gisbert 6-4, 7-6      | Mike Estep Ion Țiriac        | Manuel Orantes François Jauffret  | Harald Elschenbroich Patrick Hombergen Patrick Proisy Jiří Hřebec  |
| 9 aprile  | ATP Nizza 1973 Nizza, Francia 20 000 $ - Terra rossa Singolare                      | Manuel Orantes 7-6, 5-7, 4-6, 7-6, 12-10  | Adriano Panatta              | Wanaro N'Godrella Tadeusz Nowicki | Ion Țiriac Karl Meiler Georges Goven Juan Gisbert                  |
| 16 aprile | Monte Carlo Open 1973 Monte Carlo, Monaco 20 000 $ - Terra rossa Singolare - Doppio | Ilie Năstase 6-4, 6-1, 6-2                | Björn Borg                   | Georges Goven Patrick Proisy      | Antonio Muñoz Adriano Panatta Martin Mulligan Harald Elschenbroich |
| 16 aprile | Monte Carlo Open 1973 Monte Carlo, Monaco 20 000 $ - Terra rossa Singolare - Doppio | Ilie Năstase Juan Gisbert 6-2, 6-2, 6-2   | Georges Goven Patrick Proisy | Georges Goven Patrick Proisy      | Antonio Muñoz Adriano Panatta Martin Mulligan Harald Elschenbroich |
| 23 aprile | ATP Madrid 1973 Madrid, Spagna 20 000 $ - Terra rossa Singolare                     | Ilie Năstase 6-3, 7-6, 5-7, 6-1           | Adriano Panatta              | Manuel Orantes Patrick Proisy     | Ion Țiriac Juan Gisbert Antonio Zugarelli Jacques Thamin           |
| 30 aprile | ATP Firenze 1973 Firenze, Italia 20 000 $ - Terra rossa Singolare - Doppio          | Ilie Năstase 6-3, 3-6, 0-6, 7-6, 6-4      | Adriano Panatta              | Paolo Bertolucci Fançois Jauffret | Paul Gerken Georges Goven Ion Țiriac Martin Mulligan               |
| 30 aprile | ATP Firenze 1973 Firenze, Italia 20 000 $ - Terra rossa Singolare - Doppio          | Adriano Panatta Paolo Bertolucci 6-3, 6-4 | Juan Gisbert Ilie Năstase    | Paolo Bertolucci Fançois Jauffret | Paul Gerken Georges Goven Ion Țiriac Martin Mulligan               |

### Maggio
| Settimana | Torneo | Vincitore                                                 | Finalista                     | Semifinalisti                  | Eliminati ai quarti                                              |
| --------- | --- | --------------------------------------------------------- | ----------------------------- | ------------------------------ | ---------------------------------------------------------------- |
| 7 maggio  | British Hard Court Championships 1973 Bournemouth, Gran Bretagna 69 500 $ - Terra rossa– 64S/32D/32XD Singolare - Doppio | Adriano Panatta 6–8, 7–5, 6–3, 8–6                        | Ilie Năstase                  | Barry Phillips-Moore Ross Case | Geoff Masters Buster Mottram François Jauffret Patrice Dominguez |
| 7 maggio  | British Hard Court Championships 1973 Bournemouth, Gran Bretagna 69 500 $ - Terra rossa– 64S/32D/32XD Singolare - Doppio | Juan Gisbert Ilie Năstase 6–4, 8–6                        | Adriano Panatta Ion Țiriac    | Barry Phillips-Moore Ross Case | Geoff Masters Buster Mottram François Jauffret Patrice Dominguez |
| 7 maggio  | British Hard Court Championships 1973 Bournemouth, Gran Bretagna 69 500 $ - Terra rossa– 64S/32D/32XD Singolare - Doppio | Doppio misto: Virginia Wade Frew McMillan 6–2, 6–3        | Ilana Kloss Bernard Mitton    | Barry Phillips-Moore Ross Case | Geoff Masters Buster Mottram François Jauffret Patrice Dominguez |
| 14 maggio | Alan King Tennis Classic 1973 Las Vegas, Stati Uniti 150 000 $ - Cemento Singolare - Doppio                              | Brian Gottfried 6-1, 6-3                                  | Arthur Ashe                   | Cliff Richey Roscoe Tanner     | Raymond Moore Colin Dibley Cliff Drysdale Jaime Fillol           |
| 14 maggio | Alan King Tennis Classic 1973 Las Vegas, Stati Uniti 150 000 $ - Cemento Singolare - Doppio                              | Dick Stockton Brian Gottfried 6-7, 6-4, 6-4               | Ken Rosewall Fred Stolle      | Cliff Richey Roscoe Tanner     | Raymond Moore Colin Dibley Cliff Drysdale Jaime Fillol           |
| 21 maggio | Open di Francia 1973 Parigi, Francia 95 000 $ - Terra rossa – 128S/64Q/64D/32XD Singolare - Doppio - Doppio misto        | Ilie Năstase 6-3 6-3 6-0                                  | Niki Pilic                    | Tom Gorman Adriano Panatta     | Roger Taylor Jan Kodeš Paolo Bertolucci Tom Okker                |
| 21 maggio | Open di Francia 1973 Parigi, Francia 95 000 $ - Terra rossa – 128S/64Q/64D/32XD Singolare - Doppio - Doppio misto        | John Newcombe Tom Okker 6–1, 3–6, 6–3, 5–7, 6–4           | Jimmy Connors Ilie Năstase    | Tom Gorman Adriano Panatta     | Roger Taylor Jan Kodeš Paolo Bertolucci Tom Okker                |
| 21 maggio | Open di Francia 1973 Parigi, Francia 95 000 $ - Terra rossa – 128S/64Q/64D/32XD Singolare - Doppio - Doppio misto        | Doppio misto: Françoise Dürr Jean-Claude Barclay 6–1, 6–4 | Betty Stöve Patrice Dominguez | Tom Gorman Adriano Panatta     | Roger Taylor Jan Kodeš Paolo Bertolucci Tom Okker                |

### Giugno
| Settimana | Torneo                                                                                                 | Vincitore                                             | Finalista                           | Semifinalisti                  | Eliminati ai quarti                                             |
| --------- | --- | ----------------------------------------------------- | ----------------------------------- | ------------------------------ | --------------------------------------------------------------- |
| 4 giugno  | Internazionali d'Italia 1973 Roma, Italia 101 600 $ – Terra rossa – 96S/48D Singolare - Doppio         | Ilie Năstase 6-1 6-1 6-1                              | Manuel Orantes                      | Paolo Bertolucci Tom Okker     | Jan Kodeš Jiří Hřebec Peter Szoke Stan Smith                    |
| 4 giugno  | Internazionali d'Italia 1973 Roma, Italia 101 600 $ – Terra rossa – 96S/48D Singolare - Doppio         | John Newcombe Tom Okker 6–2, 6–3, 6–4                 | Ross Case Geoff Masters             | Paolo Bertolucci Tom Okker     | Jan Kodeš Jiří Hřebec Peter Szoke Stan Smith                    |
| 4 giugno  | Berlin Open 1973 Berlino, Germania 25 000 $ - Terra rossa – 32S/16D Singolare - Doppio                 | Hans Jurgen Pohmann 6-3 3-6 6-3 6-3                   | Karl Meiler                         | Jürgen Fassbender Eddie Dibbs  | Attila Korpas Uli Pinner Harald Elschenbroich Bernard Mignot    |
| 4 giugno  | Berlin Open 1973 Berlino, Germania 25 000 $ - Terra rossa – 32S/16D Singolare - Doppio                 | Jürgen Fassbender Hans Jurgen Pohmann 4-6 6-4 6-4     | Joaquín Loyo-Mayo Raúl Ramírez      | Jürgen Fassbender Eddie Dibbs  | Attila Korpas Uli Pinner Harald Elschenbroich Bernard Mignot    |
| 11 giugno | ATP German Open 1973 Amburgo, Germania dell'Ovest 50 000 $ - Terra rossa – 62S/28D Singolare - Doppio  | Eddie Dibbs 6-1, 3-6, 7-6, 6-3                        | Karl Meiler                         | Jaime Fillol Jürgen Fassbender | Paul Gerken Harald Elschenbroich Jiří Hřebec Martin Mulligan    |
| 11 giugno | ATP German Open 1973 Amburgo, Germania dell'Ovest 50 000 $ - Terra rossa – 62S/28D Singolare - Doppio  | Jürgen Fassbender Hans-Jürgen Pohmann 6-1, 6-3        | Manuel Orantes Ion Țiriac           | Jaime Fillol Jürgen Fassbender | Paul Gerken Harald Elschenbroich Jiří Hřebec Martin Mulligan    |
| 11 giugno | Nottingham John Player 1973 Nottingham, Gran Bretagna 50 000 $ - Erba – 40S/21D Singolare - Doppio     | Erik Van Dillen 3-6 6-1 6-1                           | Frew McMillan                       | Tom Gorman Jimmy Connors       | Chiradip Mukerjea Mark Cox Dick Stockton Stephen Warboys        |
| 11 giugno | Nottingham John Player 1973 Nottingham, Gran Bretagna 50 000 $ - Erba – 40S/21D Singolare - Doppio     | Tom Gorman Erik Van Dillen 9-7, 6-3                   | Bob Carmichael Frew Donald McMillan | Tom Gorman Jimmy Connors       | Chiradip Mukerjea Mark Cox Dick Stockton Stephen Warboys        |
| 17 giugno | Queen's Club Championships 1973 Londra, Gran Bretagna 27 000 $ - Erba – 48S/32D Singolare - Doppio     | Ilie Năstase 9-8 6-3                                  | Roger Taylor                        | Alex Metreveli Owen Davidson   | Ismail El Shafei Jürgen Fassbender John Newcombe Cliff Drysdale |
| 17 giugno | Queen's Club Championships 1973 Londra, Gran Bretagna 27 000 $ - Erba – 48S/32D Singolare - Doppio     | Tom Okker Marty Riessen 6–4, 7–5                      | Ray Keldie Raymond Moore            | Alex Metreveli Owen Davidson   | Ismail El Shafei Jürgen Fassbender John Newcombe Cliff Drysdale |
| 17 giugno | Eastbourne International 1973 Eastbourne, Gran Bretagna 25 000 $ - Erba – 32S/16D Singolare - Doppio   | Mark Cox 6-2 2-6 6-3                                  | Patrice Dominguez                   | Allan Stone Onny Parun         | Ian Fletcher Graham Stilwell Andrés Gimeno Paul Gerken          |
| 17 giugno | Eastbourne International 1973 Eastbourne, Gran Bretagna 25 000 $ - Erba – 32S/16D Singolare - Doppio   | Ove Nils Bengtson Jim McManus 6-4, 4-6, 7-5           | Manuel Orantes Ion Țiriac           | Allan Stone Onny Parun         | Ian Fletcher Graham Stilwell Andrés Gimeno Paul Gerken          |
| 25 giugno | Torneo di Wimbledon 1973 Wimbledon, Gran Bretagna Erba – 128S/128Q/64D/56XD Singolare - Doppio - Misto | Jan Kodeš 6-1 9-8 6-3                                 | Alex Metreveli                      | Sandy Mayer Roger Taylor       | Jürgen Fassbender Jimmy Connors Björn Borg Vijay Amritraj       |
| 25 giugno | Torneo di Wimbledon 1973 Wimbledon, Gran Bretagna Erba – 128S/128Q/64D/56XD Singolare - Doppio - Misto | Jimmy Connors Ilie Năstase 3–6, 6–3, 6–4, 8–93, 6–1   | John Cooper Neale Fraser            | Sandy Mayer Roger Taylor       | Jürgen Fassbender Jimmy Connors Björn Borg Vijay Amritraj       |
| 25 giugno | Torneo di Wimbledon 1973 Wimbledon, Gran Bretagna Erba – 128S/128Q/64D/56XD Singolare - Doppio - Misto | Doppio misto: Billie Jean King Owen Davidson 6–3, 6–2 | Janet Newberry Raúl Ramírez         | Sandy Mayer Roger Taylor       | Jürgen Fassbender Jimmy Connors Björn Borg Vijay Amritraj       |

### Luglio
| Settimana | Torneo | Vincitore                                  | Finalista                                           | Semifinalisti                      | Eliminati ai quarti                                                          |
| --------- | --- | ------------------------------------------ | --------------------------------------------------- | ---------------------------------- | ---------------------------------------------------------------------------- |
| 9 luglio  | Swedish Open 1973 Båstad, Svezia 50 000 $ - Terra rossa – 32S/22D Singolare - Doppio                                  | Stan Smith 6-4 6-2 7-6                     | Manuel Orantes                                      | Björn Borg Leif Johansson          | Martin Mulligan Jaime Pinto-Bravo Bob Carmichael Antonio Zugarelli           |
| 9 luglio  | Swedish Open 1973 Båstad, Svezia 50 000 $ - Terra rossa – 32S/22D Singolare - Doppio                                  | Nikola Pilić Stan Smith 2-6, 6-4, 6-4      | Bob Carmichael Frew McMillan                        | Björn Borg Leif Johansson          | Martin Mulligan Jaime Pinto-Bravo Bob Carmichael Antonio Zugarelli           |
| 9 luglio  | Düsseldorf Grand Prix 1973 Düsseldorf, Germania Terra rossa Singolare                                                 | Hans-Jürgen Pohmann 6-2, 6-3, 6-3          | Jürgen Fassbender                                   | Harald Elschenbroich Ulrich Pinner | Wilhelm Bungert Attila Korpas Bernard Mignot Ion Țiriac                      |
| 9 luglio  | Welsh Open 1973 Newport, Gran Bretagna 23 000 $ - Erba – 64S/32D Singolare - Doppio                                   | Roger Taylor 9-8 8-6                       | Bob Giltinan                                        | John Paish Jeff Simpson            | Terry Ryan John Bartlett Byron Bertram Dick Bohrnstedt                       |
| 9 luglio  | Welsh Open 1973 Newport, Gran Bretagna 23 000 $ - Erba – 64S/32D Singolare - Doppio                                   | Finale non disputata                       | Bob Giltinan Ray Keldie Byron Bertram William Lloyd | John Paish Jeff Simpson            | Terry Ryan John Bartlett Byron Bertram Dick Bohrnstedt                       |
| 9 luglio  | Swiss Open Gstaad 1973 Gstaad, Svizzera 50 000 $ - Terra rossa – 32S Singolare - Doppio                               | Ilie Năstase 6-4 6-3 6-3                   | Roy Emerson                                         | Karl Meiler Patrick Proisy         | Tom Okker Sandy Mayer Allan Stone Brian Fairlie                              |
| 9 luglio  | Swiss Open Gstaad 1973 Gstaad, Svizzera 50 000 $ - Terra rossa – 32S Singolare - Doppio                               | Doppio non completato a causa del maltempo |                                                     | Karl Meiler Patrick Proisy         | Tom Okker Sandy Mayer Allan Stone Brian Fairlie                              |
| 16 luglio | U.S. Pro Tennis Championships 1973 Boston, Massachusetts, Stati Uniti 60 000 $ - Cemento – 32S/16D Singolare - Doppio | Jimmy Connors 6-3, 4-6, 6-4, 3-6, 6-2      | Arthur Ashe                                         | Cliff Richey Clark Graebner        | Dick Stockton Marty Riessen John Alexander Roscoe Tanner                     |
| 16 luglio | U.S. Pro Tennis Championships 1973 Boston, Massachusetts, Stati Uniti 60 000 $ - Cemento – 32S/16D Singolare - Doppio | Stan Smith Erik Van Dillen 4-6 6-4 7-5     | Ismail El Shafei Marty Riessen                      | Cliff Richey Clark Graebner        | Dick Stockton Marty Riessen John Alexander Roscoe Tanner                     |
| 16 luglio | Austrian Open 1973 Kitzbühel, Austria 25 000 $ - Terra rossa – 32S/17D Singolare - Doppio                             | Finale non disputata                       | Raúl Ramírez Manuel Orantes                         | Marcelo Lara Ion Țiriac            | Vladimír Zedník José Edison Mandarino Barry Phillips-Moore Vladimir Korotkov |
| 16 luglio | Austrian Open 1973 Kitzbühel, Austria 25 000 $ - Terra rossa – 32S/17D Singolare - Doppio                             | Jim McManus Raúl Ramírez 6-2, 6-2, 6-3     | Jose Mandarino Tito Vázquez                         | Marcelo Lara Ion Țiriac            | Vladimír Zedník José Edison Mandarino Barry Phillips-Moore Vladimir Korotkov |
| 16 luglio | Dutch Open 1973 Hilversum, Paesi Bassi 25 000 $ - Terra rossa – 32S/16D Singolare - Doppio                            | Tom Okker 2–6, 6–4, 6–4, 6–7, 6–3          | Andrés Gimeno                                       | Allan Stone Geoff Masters          | Wanaro N'Godrella Attila Korpas Ian Fletcher Iván Molina                     |
| 16 luglio | Dutch Open 1973 Hilversum, Paesi Bassi 25 000 $ - Terra rossa – 32S/16D Singolare - Doppio                            | Iván Molina Allan Stone 4-6 7-6 6-4        | Andrés Gimeno Antonio Muñoz                         | Allan Stone Geoff Masters          | Wanaro N'Godrella Attila Korpas Ian Fletcher Iván Molina                     |
| 23 luglio | ATP Volvo International 1973 Bretton Woods, Stati Uniti 25 000 $ - Terra rossa – 32S/16D Singolare - Doppio           | Vijay Amritraj 7-5 2-6 7-5                 | Jimmy Connors                                       | Ian Fletcher John Alexander        | Bob Carmichael Gerald Battrick Tom Edlefsen Rod Laver                        |
| 23 luglio | ATP Volvo International 1973 Bretton Woods, Stati Uniti 25 000 $ - Terra rossa – 32S/16D Singolare - Doppio           | Rod Laver Fred Stolle 2–6, 6–3, 6–4        | Bob Carmichael Frew McMillan                        | Ian Fletcher John Alexander        | Bob Carmichael Gerald Battrick Tom Edlefsen Rod Laver                        |
| 23 luglio | Washington Open 1973 Washington, Stati Uniti 75 000 $ – Terra rossa – 64S/32D Singolare - Doppio                      | Arthur Ashe 6-4 6-2                        | Tom Okker                                           | Jaime Fillol Tom Gorman            | Paul Gerken Marty Riessen Niki Pilic Dick Stockton                           |
| 23 luglio | Washington Open 1973 Washington, Stati Uniti 75 000 $ – Terra rossa – 64S/32D Singolare - Doppio                      | Ross Case Geoff Masters 2-6, 6-1, 6-4      | Dick Crealy Andrew Pattison                         | Jaime Fillol Tom Gorman            | Paul Gerken Marty Riessen Niki Pilic Dick Stockton                           |
| 30 luglio | Columbus Open 1973 Columbus, Stati Uniti 25 000 $ - Cemento – 32S/16D Singolare - Doppio                              | Jimmy Connors 3-6 6-3 6-3                  | Charlie Pasarell                                    | Paul Gerken Haroon Rahim           | Pancho Gonzales Andrew Pattison Colin Dibley Brian Gottfried                 |
| 30 luglio | Columbus Open 1973 Columbus, Stati Uniti 25 000 $ - Cemento – 32S/16D Singolare - Doppio                              | Gerald Battrick Graham Stilwell 6–4, 7–6   | Colin Dibley Charlie Pasarell                       | Paul Gerken Haroon Rahim           | Pancho Gonzales Andrew Pattison Colin Dibley Brian Gottfried                 |
| 30 luglio | Louisville Open 1973 Louisville, Stati Uniti 75 000 $ – Terra rossa – 64S/32D Singolare - Doppio                      | Manuel Orantes 3-6 6-3 6-4                 | John Newcombe                                       | Guillermo Vilas Vitas Gerulaitis   | Niki Pilic Antonio Muñoz Dick Crealy Ross Case                               |
| 30 luglio | Louisville Open 1973 Louisville, Stati Uniti 75 000 $ – Terra rossa – 64S/32D Singolare - Doppio                      | Manuel Orantes Ion Țiriac 0–6, 6–4, 6–3    | Clark Graebner John Newcombe                        | Guillermo Vilas Vitas Gerulaitis   | Niki Pilic Antonio Muñoz Dick Crealy Ross Case                               |

### Agosto
| Settimana | Torneo | Vincitore                                      | Finalista                      | Semifinalisti                  | Eliminati ai quarti                                               |
| --------- | --- | ---------------------------------------------- | ------------------------------ | ------------------------------ | ----------------------------------------------------------------- |
| 6 agosto  | Cincinnati Open 1973 Cincinnati, Stati Uniti 50 000 $ – Terra rossa – 32S/16D Singolare - Doppio                         | Ilie Năstase 5-7 6-3 6-4                       | Manuel Orantes                 | Niki Pilic Jimmy Connors       | John Alexander Guillermo Vilas Roscoe Tanner Patrick Proisy       |
| 6 agosto  | Cincinnati Open 1973 Cincinnati, Stati Uniti 50 000 $ – Terra rossa – 32S/16D Singolare - Doppio                         | John Alexander Phil Dent 1-6, 7-6, 7-6         | Brian Gottfried Raúl Ramírez   | Niki Pilic Jimmy Connors       | John Alexander Guillermo Vilas Roscoe Tanner Patrick Proisy       |
| 6 agosto  | Tanglewood International Tennis Classic 1973 Tanglewood, Stati Uniti 25 000 $ - Terra rossa – 32S/16D Singolare - Doppio | Jaime Fillol 6-2 6-4                           | Gerald Battrick                | Jeff Borowiak Vijay Amritraj   | Ross Case Brian Fairlie Georges Goven Frew McMillan               |
| 6 agosto  | Tanglewood International Tennis Classic 1973 Tanglewood, Stati Uniti 25 000 $ - Terra rossa – 32S/16D Singolare - Doppio | Bob Carmichael Frew McMillan 6–3, 6–4          | Ismail El Shafei Brian Fairlie | Jeff Borowiak Vijay Amritraj   | Ross Case Brian Fairlie Georges Goven Frew McMillan               |
| 13 agosto | U.S. Men's Clay Court Championships 1973 Indianapolis, Indiana, USA 60 000 $ – Terra rossa – 50S/22D Singolare - Doppio  | Manuel Orantes 6-4 6-1 6-4                     | Georges Goven                  | Cliff Richey Raúl Ramírez      | Brian Gottfried Roscoe Tanner Patrick Proisy Paolo Bertolucci     |
| 13 agosto | U.S. Men's Clay Court Championships 1973 Indianapolis, Indiana, USA 60 000 $ – Terra rossa – 50S/22D Singolare - Doppio  | Bob Carmichael Frew Donald McMillan 6-3, 6-4   | Manuel Orantes Ion Țiriac      | Cliff Richey Raúl Ramírez      | Brian Gottfried Roscoe Tanner Patrick Proisy Paolo Bertolucci     |
| 13 agosto | Pennsylvania Lawn Tennis Championship 1973 Merion, Stati Uniti 25 000 $ - Erba – 64S/32D Singolare - Doppio              | Mike Estep 7–5, 3–6, 7–6, 3–6, 7–5             | Eugene Scott                   | Vijay Amritraj Herb Fitzgibbon | Brian Teacher Ian Fletcher Anand Amritraj Jean-Baptiste Chanfreau |
| 13 agosto | Pennsylvania Lawn Tennis Championship 1973 Merion, Stati Uniti 25 000 $ - Erba – 64S/32D Singolare - Doppio              | Colin Dibley Allan Stone 7–6, 6–3              | John Austin Fred McNair        | Vijay Amritraj Herb Fitzgibbon | Brian Teacher Ian Fletcher Anand Amritraj Jean-Baptiste Chanfreau |
| 20 agosto | Canada Open 1973 Toronto, Canada 100 000 $ – Terra rossa – 64S/32D Singolare - Doppio                                    | Tom Okker 6-3 6-2 6-1                          | Manuel Orantes                 | Cliff Drysdale Iván Molina     | Paolo Bertolucci Björn Borg John Newcombe Arthur Ashe             |
| 20 agosto | Canada Open 1973 Toronto, Canada 100 000 $ – Terra rossa – 64S/32D Singolare - Doppio                                    | Rod Laver Ken Rosewall 7-5, 7-6                | Owen Davidson John Newcombe    | Cliff Drysdale Iván Molina     | Paolo Bertolucci Björn Borg John Newcombe Arthur Ashe             |
| 20 agosto | South Orange Open 1973 South Orange, Stati Uniti 30 000 $ - Erba – 32S/16D Singolare - Doppio                            | Colin Dibley 6-4 6-7 6-4                       | Vijay Amritraj                 | Pancho Gonzales Clark Graebner | Paul Gerken Dick Stockton Ion Țiriac Onny Parun                   |
| 20 agosto | South Orange Open 1973 South Orange, Stati Uniti 30 000 $ - Erba – 32S/16D Singolare - Doppio                            | Jimmy Connors Ilie Năstase 6–7, 6–3, 6–2       | Pancho Gonzales Tom Gorman     | Pancho Gonzales Clark Graebner | Paul Gerken Dick Stockton Ion Țiriac Onny Parun                   |
| 30 agosto | US Open 1973 New York, Stati Uniti 118 000 $ – Erba – 128S/62D/32XD Singolare - Doppio - Doppio misto                    | John Newcombe 6–4, 1–6, 4–6, 6–2, 6–3          | Jan Kodeš                      | Stan Smith Ken Rosewall        | Onny Parun Niki Pilic Vijay Amritraj Jimmy Connors                |
| 30 agosto | US Open 1973 New York, Stati Uniti 118 000 $ – Erba – 128S/62D/32XD Singolare - Doppio - Doppio misto                    | Owen Davidson John Newcombe 7–5, 2–6, 7–5, 7–5 | Rod Laver Ken Rosewall         | Stan Smith Ken Rosewall        | Onny Parun Niki Pilic Vijay Amritraj Jimmy Connors                |
| 30 agosto | US Open 1973 New York, Stati Uniti 118 000 $ – Erba – 128S/62D/32XD Singolare - Doppio - Doppio misto                    | Billie Jean King Owen Davidson 6–3, 3–6, 7–6   | Margaret Court Marty Riessen   | Stan Smith Ken Rosewall        | Onny Parun Niki Pilic Vijay Amritraj Jimmy Connors                |

### Settembre
| Settimana    | Torneo | Vincitore                                 | Finalista                       | Semifinalisti                | Eliminati ai quarti                                         |
| ------------ | --- | ----------------------------------------- | ------------------------------- | ---------------------------- | ----------------------------------------------------------- |
| 10 settembre | Aptos Open 1973 Aptos, Stati Uniti 37 500 $ - Cemento - 32S/16D Singolare - Doppio                              | Jeff Austin 7-6 6-4                       | Onny Parun                      | Haroon Rahim Dick Bohrnstedt | Tom Edlefsen Erik Van Dillen John Lloyd Mike Machette       |
| 10 settembre | Aptos Open 1973 Aptos, Stati Uniti 37 500 $ - Cemento - 32S/16D Singolare - Doppio                              | Jeff Austin Fred McNair 6-2, 6-1          | Raymond Moore Onny Parun        | Haroon Rahim Dick Bohrnstedt | Tom Edlefsen Erik Van Dillen John Lloyd Mike Machette       |
| 10 settembre | Rainier International Tennis Classic 1973 Seattle, Stati Uniti 37 500 $ - Cemento – 32S/16D Singolare - Doppio  | Tom Okker 7-5 6-4                         | John Alexander                  | Tom Gorman Cliff Richey      | Torben Ulrich Mark Cox Brian Gottfried Arthur Ashe          |
| 10 settembre | Rainier International Tennis Classic 1973 Seattle, Stati Uniti 37 500 $ - Cemento – 32S/16D Singolare - Doppio  | Tom Gorman Tom Okker 2–6, 6–4, 7–6        | Bob Carmichael Frew McMillan    | Tom Gorman Cliff Richey      | Torben Ulrich Mark Cox Brian Gottfried Arthur Ashe          |
| 17 settembre | Los Angeles Open 1973 Los Angeles, California, Stati Uniti 75 000 $ - Cemento – 64S/32D Singolare - Doppio      | Jimmy Connors 7-5 7-6                     | Tom Okker                       | Raúl Ramírez Ilie Năstase    | Stan Smith Charlie Pasarell Ken Rosewall Raymond Moore      |
| 17 settembre | Los Angeles Open 1973 Los Angeles, California, Stati Uniti 75 000 $ - Cemento – 64S/32D Singolare - Doppio      | Jan Kodeš Vladimír Zedník 6-2, 6-4        | Jimmy Connors Ilie Năstase      | Raúl Ramírez Ilie Năstase    | Stan Smith Charlie Pasarell Ken Rosewall Raymond Moore      |
| 24 settembre | Pacific Coast Championships 1973 San Francisco, California, USA 50 000 $ - Cemento – 32S/16D Singolare - Doppio | Roy Emerson 5-7 6-1 6-4                   | Björn Borg                      | Raymond Moore Arthur Ashe    | Stan Smith Tom Gorman Roscoe Tanner John Alexander          |
| 24 settembre | Pacific Coast Championships 1973 San Francisco, California, USA 50 000 $ - Cemento – 32S/16D Singolare - Doppio | Roy Emerson Stan Smith 6-2, 6-1           | Ove Nils Bengtson Jim McManus   | Raymond Moore Arthur Ashe    | Stan Smith Tom Gorman Roscoe Tanner John Alexander          |
| 24 settembre | Chicago Grand Prix 1973 Chicago, Stati Uniti 50 000 $ - Sintetico indoor – 32S/16D Singolare - Doppio           | Tom Okker 3-6 7-6 6-3                     | John Newcombe                   | Ilie Năstase Marty Riessen   | Graham Stilwell Gerald Battrick Eddie Dibbs Brian Gottfried |
| 24 settembre | Chicago Grand Prix 1973 Chicago, Stati Uniti 50 000 $ - Sintetico indoor – 32S/16D Singolare - Doppio           | Owen Davidson John Newcombe 6-7, 7-6, 7-6 | Gerald Battrick Graham Stilwell | Ilie Năstase Marty Riessen   | Graham Stilwell Gerald Battrick Eddie Dibbs Brian Gottfried |

### Ottobre
| Settimana  | Torneo | Vincitore                               | Finalista                             | Semifinalisti                      | Eliminati ai quarti                                                    |
| ---------- | --- | --------------------------------------- | ------------------------------------- | ---------------------------------- | ---------------------------------------------------------------------- |
| 1º ottobre | Colonial National Invitational 1973 Fort Worth, Stati Uniti 50 000 $ - Cemento – 32S/16D Singolare - Doppio | Eddie Dibbs 7-5 6-2 6-4                 | Brian Gottfried                       | Jaime Fillol Roscoe Tanner         | Phil Dent Harold Solomon Andrew Pattison John Newcombe                 |
| 1º ottobre | Colonial National Invitational 1973 Fort Worth, Stati Uniti 50 000 $ - Cemento – 32S/16D Singolare - Doppio | Brian Gottfried Dick Stockton 7–6, 6–4  | Owen Davidson John Newcombe           | Jaime Fillol Roscoe Tanner         | Phil Dent Harold Solomon Andrew Pattison John Newcombe                 |
| 1º ottobre | ATP Osaka 1973 Osaka, Giappone 25 000 $ - Cemento – 32S/16D Singolare - Doppio                              | Ken Rosewall 6-2 6-4                    | Toshiro Sakai                         | Cliff Drysdale Željko Franulović   | Jun Kuki Milan Holeček Paul Kronk Sherwood Stewart                     |
| 1º ottobre | ATP Osaka 1973 Osaka, Giappone 25 000 $ - Cemento – 32S/16D Singolare - Doppio                              | Jeff Borowiak Tom Gorman 6-4, 7-6       | Jun Kamiwazumi Ken Rosewall           | Cliff Drysdale Željko Franulović   | Jun Kuki Milan Holeček Paul Kronk Sherwood Stewart                     |
| 1º ottobre | Quebec Open 1973 Québec, Canada 50 000 $ - Cemento indoor Singolare - Doppio                                | Jimmy Connors 6–1, 6–4, 6–7, 6–0        | Marty Riessen                         | Mark Cox Kjell Johansson           | Onny Parun Raymond Moore Clark Graebner Tenny Svensson                 |
| 1º ottobre | Quebec Open 1973 Québec, Canada 50 000 $ - Cemento indoor Singolare - Doppio                                | Bob Carmichael Frew McMillan 6–2, 7–6   | Jimmy Connors Marty Riessen           | Mark Cox Kjell Johansson           | Onny Parun Raymond Moore Clark Graebner Tenny Svensson                 |
| 8 ottobre  | Torneo Godó 1973 Barcellona, Spagna 75 000 $ - Terra rossa – 58S/32D Singolare - Doppio                     | Ilie Năstase 2-6, 6-1, 8-6, 6-4         | Manuel Orantes                        | Björn Borg Jan Kodeš               | Christopher Mottram Andrew Pattison Barry Phillips-Moore José Higueras |
| 8 ottobre  | Torneo Godó 1973 Barcellona, Spagna 75 000 $ - Terra rossa – 58S/32D Singolare - Doppio                     | Ilie Năstase Tom Okker 4-6, 6-3, 6-2    | Antonio Muñoz Manuel Orantes          | Björn Borg Jan Kodeš               | Christopher Mottram Andrew Pattison Barry Phillips-Moore José Higueras |
| 8 ottobre  | Japan Open Tennis Championships 1973 Tokyo, Giappone 60 000 $ - Cemento - 48S/24D Singolare - Doppio        | Ken Rosewall 6-1 6-4                    | John Newcombe                         | Hans Jurgen Pohmann Cliff Drysdale | Colin Dibley Brian Gottfried Jeff Borowiak Kim Warwick                 |
| 8 ottobre  | Japan Open Tennis Championships 1973 Tokyo, Giappone 60 000 $ - Cemento - 48S/24D Singolare - Doppio        | Malcolm Anderson Ken Rosewall 7-5, 7-5  | Colin Dibley Allan Stone              | Hans Jurgen Pohmann Cliff Drysdale | Colin Dibley Brian Gottfried Jeff Borowiak Kim Warwick                 |
| 15 ottobre | Madrid Tennis Grand Prix 1973 Madrid, Spagna 75 000 $ - Terra rossa – 64S/31D Singolare - Doppio            | Tom Okker 4-6, 6-3, 6-3, 7-5            | Jaime Fillol                          | Christopher Mottram Ilie Năstase   | Pierre Barthes Rod Laver José Higueras Niki Pilic                      |
| 15 ottobre | Madrid Tennis Grand Prix 1973 Madrid, Spagna 75 000 $ - Terra rossa – 64S/31D Singolare - Doppio            | Ilie Năstase Tom Okker 6-3, 6-0         | Bob Carmichael Frew McMillan          | Christopher Mottram Ilie Năstase   | Pierre Barthes Rod Laver José Higueras Niki Pilic                      |
| 15 ottobre | Philippine International 1973 Manila, Filippine 25 000 $ - Cemento - 32S/16D Singolare - Doppio             | Ross Case 6-1 6-0                       | Geoff Masters                         | John Newcombe Colin Dibley         | Milan Holeček Hans Jurgen Pohmann Allan Stone Jürgen Fassbender        |
| 15 ottobre | Philippine International 1973 Manila, Filippine 25 000 $ - Cemento - 32S/16D Singolare - Doppio             | Marcelo Lara Sherwood Stewart 6–2, 6–0  | Jürgen Fassbender Hans-Jürgen Pohmann | John Newcombe Colin Dibley         | Milan Holeček Hans Jurgen Pohmann Allan Stone Jürgen Fassbender        |
| 15 ottobre | Indian Open 1973 Nuova Delhi, India 25 000 $ - 32S/16D Singolare - Doppio                                   | Vijay Amritraj 6–4, 5–7, 8–9, 6–3, 11–9 | Malcolm Anderson                      | Raúl Ramírez Mike Estep            | Ian Fletcher Fred Stolle Paul Gerken Jasjit Singh                      |
| 15 ottobre | Indian Open 1973 Nuova Delhi, India 25 000 $ - 32S/16D Singolare - Doppio                                   | Jim McManus Raúl Ramírez 6–2, 6–4       | Anand Amritraj Vijay Amritraj         | Raúl Ramírez Mike Estep            | Ian Fletcher Fred Stolle Paul Gerken Jasjit Singh                      |
| 21 ottobre | ATP Praga 1973 Praga, Repubblica Ceca 25 000 $ - Terra rossa – 32S/16D Singolare - Doppio                   | Jiří Hřebec 4-6 6-1 3-6 6-0 7-5         | Jan Kodeš                             | Jan Písecký Ove Bengtson           | Vladimír Zedník František Pála Barry Phillips-Moore Kjell Johansson    |
| 21 ottobre | ATP Praga 1973 Praga, Repubblica Ceca 25 000 $ - Terra rossa – 32S/16D Singolare - Doppio                   | Jan Kodeš Vladimír Zedník 6-3, 7-6      | Robert Machan Balázs Taróczy          | Jan Písecký Ove Bengtson           | Vladimír Zedník František Pála Barry Phillips-Moore Kjell Johansson    |
| 21 ottobre | Aryamehr Cup 1973 Teheran, Iran 80 000 $ - Terra rossa – 48S/21D Singolare - Doppio                         | Raúl Ramírez 7-6 1-6 7-5 6-3            | John Newcombe                         | Željko Franulović Rod Laver        | Ilie Năstase Syd Ball Hans Jurgen Pohmann Bob Giltinan                 |
| 21 ottobre | Aryamehr Cup 1973 Teheran, Iran 80 000 $ - Terra rossa – 48S/21D Singolare - Doppio                         | Rod Laver John Newcombe 7-6, 6-2        | Ross Case Geoff Masters               | Željko Franulović Rod Laver        | Ilie Năstase Syd Ball Hans Jurgen Pohmann Bob Giltinan                 |
| 29 ottobre | Hong Kong Open 1973 Hong Kong, Hong Kong 25 000 $ - Cemento – 32S/16D Singolare - Doppio                    | Rod Laver 6-3, 3-6, 6-2, 6-2            | Charlie Pasarell                      | Anand Amritraj Fred Stolle         | Paul Gerken Malcolm Anderson Brian Gottfried Raúl Ramírez              |
| 29 ottobre | Hong Kong Open 1973 Hong Kong, Hong Kong 25 000 $ - Cemento – 32S/16D Singolare - Doppio                    | Colin Dibley Rod Laver 6–3, 5–7, 17–15  | Paul Gerken Brian Gottfried           | Anand Amritraj Fred Stolle         | Paul Gerken Malcolm Anderson Brian Gottfried Raúl Ramírez              |
| 29 ottobre | Paris Open 1973 Parigi, Francia 50 000 $ - Cemento indoor – 48S/23D Singolare - Doppio                      | Ilie Năstase 4–6, 6–1, 3–6, 6–0, 6–2    | Stan Smith                            | Karl Meiler Tom Okker              | Kjell Johansson Roscoe Tanner Arthur Ashe Jean-Baptiste Chanfreau      |
| 29 ottobre | Paris Open 1973 Parigi, Francia 50 000 $ - Cemento indoor – 48S/23D Singolare - Doppio                      | Juan Gisbert Ilie Năstase 6–3, 6–4      | Arthur Ashe Roscoe Tanner             | Karl Meiler Tom Okker              | Kjell Johansson Roscoe Tanner Arthur Ashe Jean-Baptiste Chanfreau      |
| 29 ottobre | Jakarta Open 1973 Giacarta, Indonesia 25 000 $ - 32S/16D Singolare - Doppio                                 | John Newcombe 7-6 7-6 6-3               | Ross Case                             | Ian Fletcher Jürgen Fassbender     | Marcelo Lara Ray Keldie Gondo Widjojo Allan Stone                      |
| 29 ottobre | Jakarta Open 1973 Giacarta, Indonesia 25 000 $ - 32S/16D Singolare - Doppio                                 | Mike Estep Ian Fletcher 7-5, 6-4        | John Newcombe Allan Stone             | Ian Fletcher Jürgen Fassbender     | Marcelo Lara Ray Keldie Gondo Widjojo Allan Stone                      |

### Novembre
| Settimana   | Torneo | Vincitore                                 | Finalista                       | Semifinalisti                | Eliminati ai quarti                                       |
| ----------- | --- | ----------------------------------------- | ------------------------------- | ---------------------------- | --------------------------------------------------------- |
| 4 novembre  | Stockholm Open 1973 Stoccolma, Svezia 75 000 $ - Cemento indoor – 48S/24D Singolare - Doppio                  | Tom Gorman 6-3 4-6 7-6                    | Björn Borg                      | Tom Okker Jimmy Connors      | Stan Smith Arthur Ashe Manuel Orantes Niki Pilic          |
| 4 novembre  | Stockholm Open 1973 Stoccolma, Svezia 75 000 $ - Cemento indoor – 48S/24D Singolare - Doppio                  | Jimmy Connors Ilie Năstase 7–6, 7–5       | Bob Hewitt Frew McMillan        | Tom Okker Jimmy Connors      | Stan Smith Arthur Ashe Manuel Orantes Niki Pilic          |
| 4 novembre  | Australian Indoor Championships 1973 Sydney, Australia 50 000 $ - Cemento indoor – 32S/16D Singolare - Doppio | Rod Laver 3–6, 7–5, 6–3, 3–6, 6–4         | John Newcombe                   | Phil Dent Ken Rosewall       | Geoff Masters Ross Case Sherwood Stewart Raúl Ramírez     |
| 4 novembre  | Australian Indoor Championships 1973 Sydney, Australia 50 000 $ - Cemento indoor – 32S/16D Singolare - Doppio | Rod Laver John Newcombe 7–6, 6–2          | Malcolm Anderson Ken Rosewall   | Phil Dent Ken Rosewall       | Geoff Masters Ross Case Sherwood Stewart Raúl Ramírez     |
| 12 novembre | Dewar Cup 1973 Londra, Gran Bretagna 10 000 ₤ - Sintetico indoor – 32S/16D Singolare - Doppio                 | Tom Okker 6-3 6-4                         | Ilie Năstase                    | Jimmy Connors Mark Cox       | Raymond Moore Patrick Proisy Tom Gorman Ion Țiriac        |
| 12 novembre | Dewar Cup 1973 Londra, Gran Bretagna 10 000 ₤ - Sintetico indoor – 32S/16D Singolare - Doppio                 | Mark Cox Owen Davidson 6-4, 8-6           | Gerald Battrick Graham Stilwell | Jimmy Connors Mark Cox       | Raymond Moore Patrick Proisy Tom Gorman Ion Țiriac        |
| 12 novembre | Benson & Hedges Classic 1973 Christchurch, Nuova Zelanda 25 000 $ - 29S/12D Singolare - Doppio                | Fred Stolle 7-6 6-4 6-1                   | Brian Gottfried                 | Sherwood Stewart Fred McNair | Allan Stone Dick Dell Mike Estep Jim Mcmanus              |
| 12 novembre | Benson & Hedges Classic 1973 Christchurch, Nuova Zelanda 25 000 $ - 29S/12D Singolare - Doppio                | Anand Amritraj Fred McNair Walkover       | Jürgen Fassbender Jeff Simpson  | Sherwood Stewart Fred McNair | Allan Stone Dick Dell Mike Estep Jim Mcmanus              |
| 19 novembre | ATP Buenos Aires 1973 Buenos Aires, Argentina 30 000 $ - Terra rossa – 32S/2D Singolare - Doppio              | Guillermo Vilas 3-6, 6-7, 6-4, 6-6 ritiro | Björn Borg                      | Iván Molina Eddie Dibbs      | Ion Țiriac Željko Franulović Toma Ovici Jaime Pinto-Bravo |
| 19 novembre | ATP Buenos Aires 1973 Buenos Aires, Argentina 30 000 $ - Terra rossa – 32S/2D Singolare - Doppio              | Ricardo Cano Guillermo Vilas 7-6, 6-3     | Patricio Cornejo Iván Molina    | Iván Molina Eddie Dibbs      | Ion Țiriac Željko Franulović Toma Ovici Jaime Pinto-Bravo |
| 19 novembre | South African Open 1973 Johannesburg, Sudafrica 85 000 $ - Cemento – 32S/16D/16XD Singolare - Doppio          | Jimmy Connors 6-4 7-6 6-3                 | Arthur Ashe                     | Cliff Drysdale Tom Okker     | Byron Bertram Bob Hewitt Jaime Fillol Mark Cox            |
| 19 novembre | South African Open 1973 Johannesburg, Sudafrica 85 000 $ - Cemento – 32S/16D/16XD Singolare - Doppio          | Arthur Ashe Tom Okker 6-2, 4-6, 6-2, 6-4  | Lew Hoad Robert Maud            | Cliff Drysdale Tom Okker     | Byron Bertram Bob Hewitt Jaime Fillol Mark Cox            |

### Dicembre
| Settimana  | Torneo                                                                                          | Vincitore                    | Finalista | Semifinalisti               | Eliminati ai quarti                            |
| ---------- | ----------------------------------------------------------------------------------------------- | ---------------------------- | --------- | --------------------------- | ---------------------------------------------- |
| 3 dicembre | Commercial Union Assurance Masters 1973 Boston, Stati Uniti 50 000 $ – Sintetico – 8S Singolare | Ilie Năstase 6-3 7-5 4-6 6-3 | Tom Okker | Jimmy Connors John Newcombe | Jan Kodeš Tom Gorman Stan Smith Manuel Orantes |

## Distribuzione punti
| Categoria | V   | F  | SF | QF | R16 | R32 | R64 |
| Group AA  | 100 | 75 | 50 | 25 | 12  | 6   | 3   |
| Group A   | 60  | 40 | 30 | 15 | 7   | 3   | 1   |
| Group B   | 40  | 30 | 20 | 10 | 5   | 2   | –   |
| Group C   | 20  | 15 | 10 | 5  | 3   | 1   | –   |

## Títoli per giocatore
| Totale | Giocatore           | Gruppo AA | Gruppo AA | Gruppo AA | Grand Prix Masters | Gruppo A | Gruppo A | Gruppo B | Gruppo B | Gruppo C | Gruppo C | Totale | Totale | Totale |
| Totale | Giocatore           | S         | D         | M         | S                  | S        | D        | S        | D        | S        | D        | S      | D      | M      |
| ------ | ------------------- | --------- | --------- | --------- | ------------------ | -------- | -------- | -------- | -------- | -------- | -------- | ------ | ------ | ------ |
| 15     | Ilie Năstase        | 1         | 1         |           | 1                  | 2        | 3        |          | 1        | 2        | 2        | 8      | 7      | 0      |
| 13     | Tom Okker           |           | 1         |           |                    | 2        | 4        |          |          | 4        | 2        | 6      | 7      | 0      |
| 10     | John Newcombe       | 2         | 3         |           |                    |          | 2        |          |          | 1        | 2        | 3      | 7      | 0      |
| 8      | Jimmy Connors       |           | 1         |           |                    | 2        | 1        |          |          | 3        | 1        | 5      | 3      | 0      |
| 7      | Rod Laver           |           |           |           |                    |          | 2        |          |          | 2        | 3        | 2      | 5      | 0      |
| 5      | Owen Davidson       |           | 1         | 2         |                    |          |          |          |          |          | 2        | 0      | 3      | 2      |
| 4      | Manuel Orantes      |           |           |           |                    | 1        | 1        |          |          | 2        |          | 3      | 1      | 0      |
| 4      | Raúl Ramírez        |           |           |           |                    | 1        |          |          |          | 1        | 2        | 2      | 2      | 0      |
| 4      | Tom Gorman          |           |           |           |                    | 1        |          |          |          |          | 3        | 1      | 3      | 0      |
| 4      | Ken Rosewall        |           |           |           |                    |          | 1        |          |          | 2        | 1        | 2      | 2      | 0      |
| 4      | Frew McMillan       |           |           |           |                    |          |          |          | 1*       |          | 3        | 0      | 3      | 1      |
| 3      | Jan Kodeš           | 1         |           |           |                    |          | 1        |          |          |          | 1        | 1      | 2      | 0      |
| 3      | Jürgen Fassbender   |           |           |           |                    |          | 1*       |          | 1        |          | 1        | 0      | 2      | 1      |
| 3      | Colin Dibley        |           |           |           |                    |          |          |          | 1        | 1        | 1        | 1      | 2      | 0      |
| 3      | Hans-Jürgen Pohmann |           |           |           |                    |          |          |          | 1        | 1        | 1        | 1      | 2      | 0      |
| 3      | Vijay Amritraj      |           |           |           |                    |          |          |          |          | 2        | 1        | 2      | 1      | 0      |
| 3      | Stan Smith          |           |           |           |                    |          |          |          |          | 1        | 2        | 1      | 2      | 0      |
| 3      | Bob Carmichael      |           |           |           |                    |          |          |          |          |          | 3        | 0      | 3      | 0      |
| 3      | Jim McManus         |           |           |           |                    |          |          |          |          |          | 3        | 0      | 3      | 0      |
| 2      | Malcolm Anderson    |           | 1         |           |                    |          |          |          |          |          | 1        | 0      | 2      | 0      |
| 2      | Arthur Ashe         |           |           |           |                    | 1        | 1        |          |          |          |          | 1      | 1      | 0      |
| 2      | Ross Case           |           |           |           |                    |          | 1        |          |          | 1        |          | 1      | 1      | 0      |
| 2      | Vladimír Zedník     |           |           |           |                    |          | 1        |          |          |          | 1        | 0      | 2      | 0      |
| 2      | Eddie Dibbs         |           |           |           |                    |          |          | 1        |          | 1        |          | 2      | 0      | 0      |
| 2      | Mike Estep          |           |           |           |                    |          |          | 1        |          |          | 1        | 1      | 1      | 0      |
| 2      | Juan Gisbert        |           |           |           |                    |          |          |          | 1        |          | 1        | 0      | 2      | 0      |
| 2      | Allan Stone         |           |           |           |                    |          |          |          | 1        |          | 1        | 0      | 2      | 0      |
| 2      | Jeff Austin         |           |           |           |                    |          |          |          |          | 1        | 1        | 1      | 1      | 0      |
| 2      | Mark Cox            |           |           |           |                    |          |          |          |          | 1        | 1        | 1      | 1      | 0      |
| 2      | Roy Emerson         |           |           |           |                    |          |          |          |          | 1        | 1        | 1      | 1      | 0      |
| 2      | Fred Stolle         |           |           |           |                    |          |          |          |          | 1        | 1        | 1      | 1      | 0      |
| 2      | Erik Van Dillen     |           |           |           |                    |          |          |          |          | 1        | 1        | 1      | 1      | 0      |
| 2      | Guillermo Vilas     |           |           |           |                    |          |          |          |          | 1        | 1        | 1      | 1      | 0      |
| 2      | Fred McNair         |           |           |           |                    |          |          |          |          |          | 2        | 0      | 2      | 0      |
| 1      | Jean-Claude Barclay |           |           | 1         |                    |          |          |          |          |          |          | 0      | 0      | 1      |
| 1      | Geoff Masters       |           |           |           |                    |          | 1        |          |          |          |          | 0      | 1      | 0      |
| 1      | Ion Țiriac          |           |           |           |                    |          | 1        |          |          |          |          | 0      | 1      | 0      |
| 1      | Adriano Panatta     |           |           |           |                    |          |          | 1        |          |          |          | 1      | 0      | 0      |
| 1      | Roger Taylor        |           |           |           |                    |          |          | 1        |          |          |          | 1      | 0      | 0      |
| 1      | Byron Bertram       |           |           |           |                    |          |          |          | 1        |          |          | 0      | 1      | 0      |
| 1      | Bob Giltinan        |           |           |           |                    |          |          |          | 1        |          |          | 0      | 1      | 0      |
| 1      | Ray Keldie          |           |           |           |                    |          |          |          | 1        |          |          | 0      | 1      | 0      |
| 1      | Bill Lloyd          |           |           |           |                    |          |          |          | 1        |          |          | 0      | 1      | 0      |
| 1      | Jaime Fillol        |           |           |           |                    |          |          |          |          | 1        |          | 1      | 0      | 0      |
| 1      | Jiří Hřebec         |           |           |           |                    |          |          |          |          | 1        |          | 1      | 0      | 0      |
| 1      | John Alexander      |           |           |           |                    |          |          |          |          |          | 1        | 0      | 1      | 0      |
| 1      | Gerald Battrick     |           |           |           |                    |          |          |          |          |          | 1        | 0      | 1      | 0      |
| 1      | Ove Bengtson        |           |           |           |                    |          |          |          |          |          | 1        | 0      | 1      | 0      |
| 1      | Jeff Borowiak       |           |           |           |                    |          |          |          |          |          | 1        | 0      | 1      | 0      |
| 1      | Ricardo Cano        |           |           |           |                    |          |          |          |          |          | 1        | 0      | 1      | 0      |
| 1      | Phil Dent           |           |           |           |                    |          |          |          |          |          | 1        | 0      | 1      | 0      |
| 1      | Ian Fletcher        |           |           |           |                    |          |          |          |          |          | 1        | 0      | 1      | 0      |
| 1      | Brian Gottfried     |           |           |           |                    |          |          |          |          |          | 1        | 0      | 1      | 0      |
| 1      | Marcelo Lara        |           |           |           |                    |          |          |          |          |          | 1        | 0      | 1      | 0      |
| 1      | Iván Molina         |           |           |           |                    |          |          |          |          |          | 1        | 0      | 1      | 0      |
| 1      | Nikola Pilić        |           |           |           |                    |          |          |          |          |          | 1        | 0      | 1      | 0      |
| 1      | Marty Riessen       |           |           |           |                    |          |          |          |          |          | 1        | 0      | 1      | 0      |
| 1      | Sherwood Stewart    |           |           |           |                    |          |          |          |          |          | 1        | 0      | 1      | 0      |
| 1      | Graham Stilwell     |           |           |           |                    |          |          |          |          |          | 1        | 0      | 1      | 0      |
| 1      | Dick Stockton       |           |           |           |                    |          |          |          |          |          | 1        | 0      | 1      | 0      |